# Juliette (chanteuse brésilienne)
Pour les articles homonymes, voir Juliette, Freire et Feitosa.
Juliette Freire Feitosa, plus connu sous le mononyme Juliette , né le 3 décembre 1989 à Campina Grande, est une avocate, maquilleuse, chanteuse, présentatrice, influenceuse numérique et femme d'affaires brésilienne ,. Elle est devenue célèbre à l'échelle nationale pour avoir remporté la vingt et unième édition de l' émission de téléréalité Big Brother Brasil, avec 90,15 % des voix ,

## Biographie

### Enfance et formation
Née à Campina Grande, dans l'État de Paraíba, Juliette est la fille d'une coiffeuse et d'un mécanicien. En plus de ses quatre frères, elle avait une sœur, décédée des suites d'un accident vasculaire cérébral. Juliette grandit dans des conditions modestes dans le quartier de Pedregal, où elle aide sa mère dans un salon de beauté. Bien qu'elle commence à enregistrer des chants gospel à l'adolescence en fréquentant une église évangélique, elle abandonne une carrière musicale pour des raisons financières et revient ensuite au catholicisme,.
Après avoir tenté d'étudier la littérature, Juliette a été acceptée en médecine,, cependant elle décide d'étudier le droit à l'Université fédérale de Paraíba, dont elle obtient le diplôme en 2017 ,. Durant ses études, elle effectue des stages au Bureau du Défenseur Public de l'Union, à la Cour des Comptes de Paraíba et dans un cabinet d'avocats . Elle est ensuite devenue avocate . Elle a également travaillé comme maquilleuse et a été associée dans un studio de maquillage qui a fermé à cause de la pandémie de COVID-19 ,.

### Carrière

#### 2021:Big Brother Brasilet premier EP

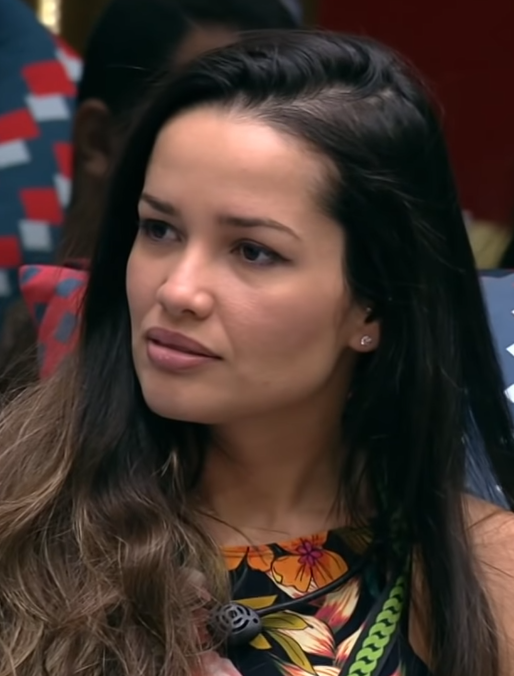
Juliette dans Big Brother Brésil 21 (2021)

En 2021, Juliette est choisie pour participer à la vingt et unième saison de Big Brother Brasil. Faisant partie du groupe Pipoca, réservé aux candidats anonymes ,, elle obtient l'immunité dès la première semaine grâce à un vote populaire. Au début de la saison, une partie du public estime que Juliette est rejetée et exclue par les autres participants, ce qui lui vaut rapidement un large soutien des téléspectateurs ,
Selon Alana Villela, conseillère en communication, le profil de Freire en tant que personne opprimée et figure d'opinion « captive le public qui se reconnaît dans ce parcours héroïque ». D'autres analyses du « phénomène Juliette Freire » mettent en avant son charisme, sa forte personnalité, son empathie ainsi que ses « caractéristiques nordestines ».
Sur les réseaux sociaux, les profils de Juliette Freire connaissent une croissance exponentielle, faisant d'elle un « succès historique sur Internet », selon le journal Metrópoles. Sur Instagram, son compte passe de quelques milliers d'abonnés à vingt millions le 11 avril 2021,, dépassant des célébrités telles que Madonna et Ricky Martin.
Fin mars, elle bat le record du monde sur Instagram pour la photo ayant atteint un million de mentions J'aime en un temps record : six minutes. Ce record appartenait auparavant à Billie Eilish et Selena Gomez ,. L'engagement global sur son compte Instagram est tout aussi impressionnant, surpassant celui d'Ariana Grande, mais restant inférieur à celui de Kylie Jenner.
Le 26 mai 2021, environ trois semaines après sa sortie de Big Brother Brasil, Juliette devient l’ancienne participante de téléréalité la plus suivie sur la plateforme.
Avant de rejoindre Big Brother Brasil, Juliette confie la gestion de ses réseaux sociaux à un groupe d'amis. L'équipe s'agrandit progressivement pour atteindre plus de quinze personnes, incluant des professionnels de la communication tels que des journalistes, des rédacteurs et des designers ,.
Début avril, son équipe engage la société Sou BPMCom pour gérer son bureau de presse. Commentant la stratégie numérique autour de Juliette, le publiciste Caio Braga déclare : « L'équipe marketing de Juliette est déjà devenue le plus grand cas de gestion de marque de 2021 et, certainement, l'un des plus affirmés de ces dernières années, contribuant également à l’essor de l'audience de Big Brother Brasil. »

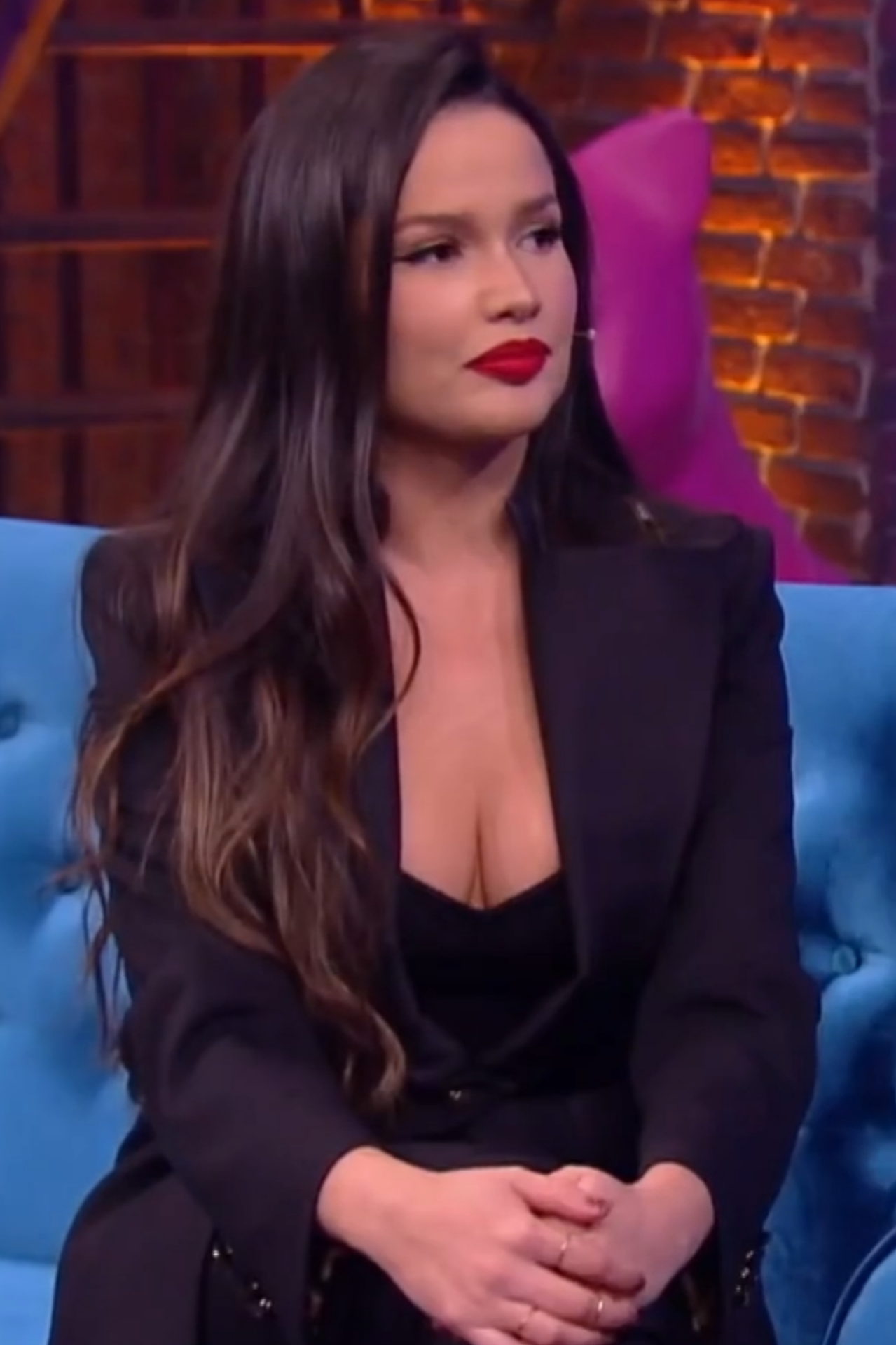
Juliette en interview pour Lady Night (2021)

Le 5 mai, elle est déclarée gagnante de la vingt et unième saison de Big Brother Brasil avec 90,15 % des voix, battant Camilla de Lucas (5,23 %) et Fiuk (4,62 %) . Elle est, à ce jour, la participante gagnant avec la plus grande majorité de votes de toute l'histoire du programme (570 millions).
Peu de temps après sa participation à Big Brother Brasil, Juliette Freire devient l'une des 25 personnalités brésiliennes les plus suivies sur Instagram,,. Son engagement est qualifié d'« impressionnant », au point d’être considéré comme un véritable « phénomène numérique ».
Selon Elis Monteiro, spécialiste du marketing numérique, le succès des réseaux sociaux de Juliette ne repose pas uniquement sur sa participation à le reality show, mais aussi sur le travail professionnel de l'équipe qui gère ses profils.
Un mois après la fin de Big Brother Brasil 21, le 3 juin, Juliette signe un contrat avec TV Globo et devient ambassadrice de la plateforme de streaming Globoplay,. En juin, cette même plateforme lance une série documentaire sur sa vie avant, pendant et après BBB 21, intitulée You've Never Been Alone: Juliette's Doc.
Juliette signe avec Rodamoinho Records, en partenariat avec Virgin Music Brasil, et annonce en août qu'elle sortira son premier extended play éponyme, comprenant six chansons.
À la veille de sa sortie, l'EP bat déjà le record national de pré-enregistrements sur Spotify, avec 222 000 abonnements. Sur toutes les plateformes, on compte environ 600 000 abonnés.
Juliette sort le 2 septembre 2021 en téléchargement numérique et en streaming.

#### 2022-2023:CaminhoetCiclone

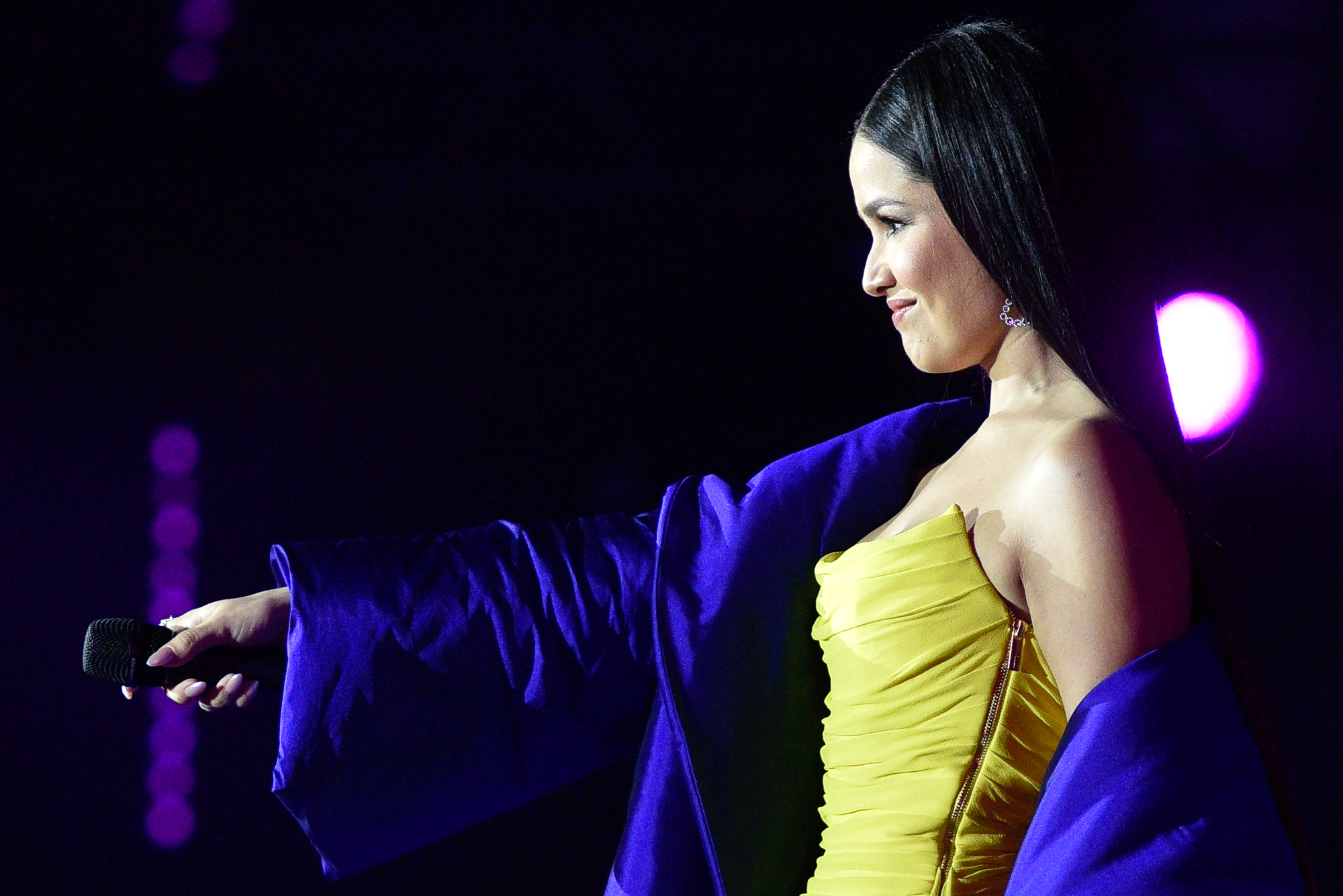
Juliette lors de la célébration culturelle et artistique du bicentenaire de l'indépendance du Brésil (2022).

Le 28 juillet 2022, la chanteuse sort son premier album live, intitulé Caminho (Ao Vivo),,.
En novembre 2022, Juliette annonce qu'elle rejoindrait le casting de l'émission Saia Justa Verão sur la chaîne GNT, au sein du groupe musical de l'attraction. Elle participe également au cinquième épisode du programme Prime Video Caravana das Drags en tant que juge invitée .
Le 25 mai 2023, Juliette sort Sai da Frente, le premier single de son premier album studio.
Le 6 juillet, elle sort Tengo, le deuxième single de l'album.
Le 3 août, Juliette sort, en collaboration avec la chanteuse et compositrice Marina Sena, la chanson Quase Não Namoro, le troisième single de son premier album studio.
Le 24 août 2023, Juliette sort son premier album studio, Ciclone .

#### Depuis 2024:Saint John
Le 13 juin 2024, Juliette sort son deuxième album live, São Juão .

### Vie privée
Le 13 décembre 2023, elle a publiquement assumé sa relation avec l'athlète de crossfit Kaique Cerveny, avec qui elle était en couple depuis avril .

## Prix, honneurs et hommages

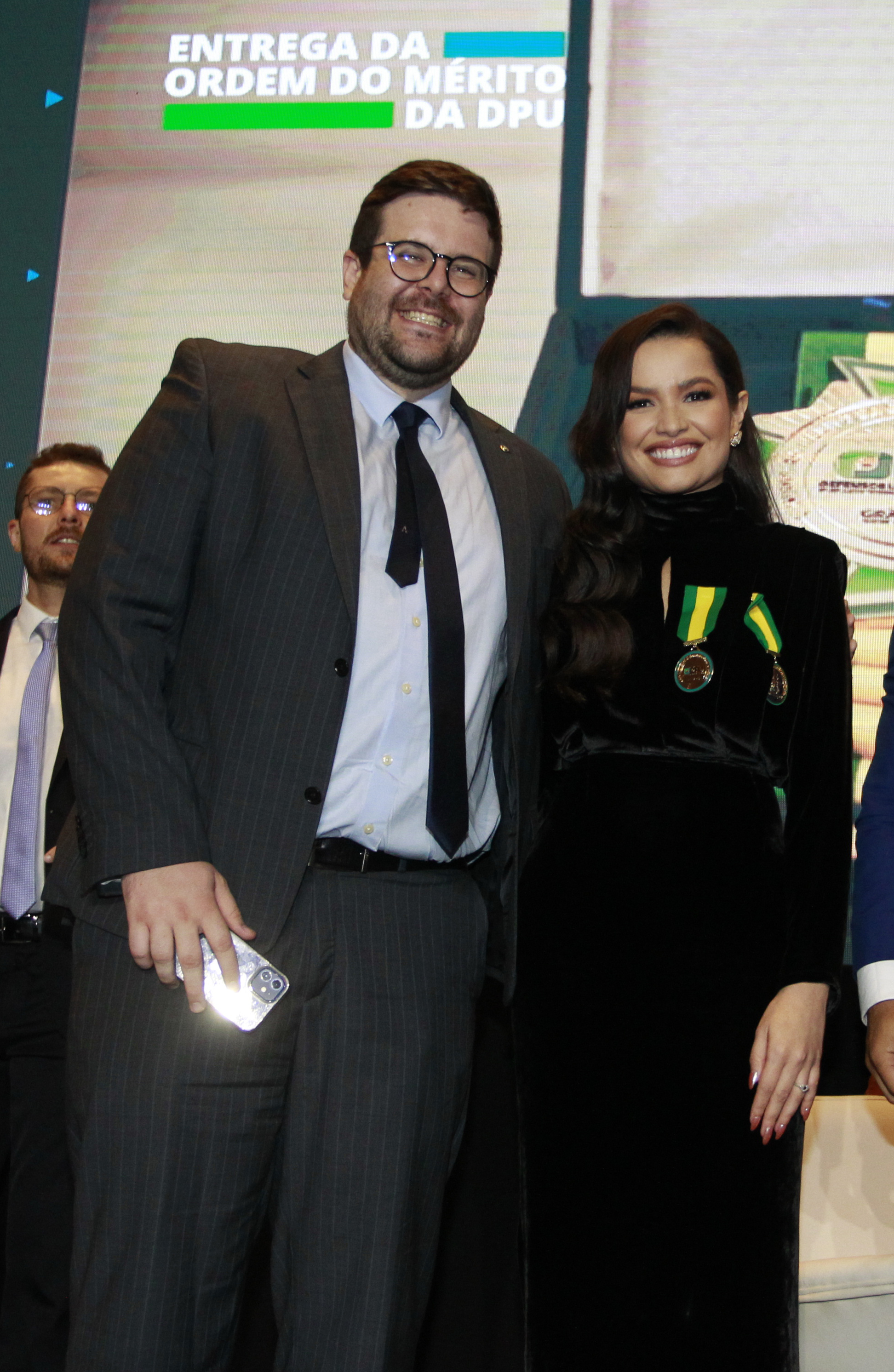
Juliette reçoit l'hommage du Bureau du Défenseur public de l'Union (2022).

Le 6 avril 2021, Juliette est honorée par le conseil municipal de João Pessoa, sous prétexte qu'elle valorise Paraíba et la capitale de l'État pour tout le Brésil, ainsi que ses racines, sa culture et ses coutumes du nord-est. Après l'approbation unanime des conseillers, elle a reçu le vote d'applaudissements.
En outre, avec l'avis favorable de la Commission de la Constitution et de la Justice de la législature de João Pessoa, le projet de décret législatif n° 8/2021 est également en cours de traitement, qui prévoit l'octroi du titre de citoyen de João Pessoa à l'avocat. D'autres conseils municipaux de Paraíba ont également rendu hommage, comme le Conseil municipal de Bayeux et le Conseil municipal de Campina Grande,.
Le 13 avril 2021, elle a reçu la médaille Epitácio Pessoa, conférée par l' Assemblée législative de Paraíba, lors d'un vote unanime des députés. Dans sa justification, l'auteur de la proposition a fait valoir : « L'amour et la complicité de Juliette pour notre Paraíba font d'elle le personnage le plus influent de notre développement. Elle parvient à promouvoir Paraíba comme destination touristique mieux que n'importe quel agent public ne pourrait le faire. »  La médaille est la plus haute distinction accordée par le Parlement de Paraíba.
Le gouverneur de Paraíba, João Azevêdo, a souligné sa participation à l' émission de téléréalité et a reconnu son importance dans la promotion de l'État : « À Juliette, nos félicitations pour la victoire, mais surtout, une reconnaissance pour l'importance de raconter un peu de notre bien-aimée Paraíba à des millions de personnes. Nous sommes tous Paraíba ! » ,
Plusieurs artistes lui ont rendu hommage. La chanteuse Bruna Ene a écrit la chanson Errante. Le compositeur de Paraíba, Shylton Fernandes, a écrit la chanson Juliette, atteignant des millions de vues. Carlinhos Brown a également sorti une chanson en partenariat avec Jorge Zárath ; La chanson s'intitulait Juliette, Mon Amour,. En plus de cela, au moins 24 chansons ont déjà été enregistrées dans le même but,.

## Discographie

### Albums studio
| Titre   | Détails |
| ------- | --- |
| Cyclone | - Sortie : 24 août 2023 - Labels : Rodamoinho Records, Virgin Music Brésil - Format(s) : Téléchargement numérique, streaming |

### Albums en direct
| Titre              | Détails |
| ------------------ | --- |
| Caminho (Ao Vivo)  | - Sortie : 28 juillet 2022 - Labels : Rodamoinho Records, Virgin Music Brésil - Format(s) : Téléchargement numérique, streaming |
| São Juão (Ao Vivo) | - Sortie : 13 juin 2024 - Labels : Virgin Music Brésil - Format(s) : Téléchargement numérique, streaming                        |

### EPs
| Titre    | Détails |
| -------- | --- |
| Juliette | - Sortie : 2 septembre 2021 - Labels : Rodamoinho Records, Virgin Music Brésil - Format(s) : Téléchargement numérique, streaming |
| Esquenta | - Sortie : 30 janvier 2025 - Label : Virgin Music Brésil - Format(s) : Téléchargement numérique, streaming                       |

### En tant qu'artiste invité
| Chanson                                                             | Année | Album                     |
| ------------------------------------------------------------------- | ----- | ------------------------- |
| Un Ratito (Alok, Luis Fonsi e Lunay part. Lenny Tavárez e Juliette) | 2022  | Adicionado à nenhum álbum |
| Nosso Xote (Elba Ramalho part. Juliette)                            | 2023  | Cela signifie l'amour     |

### Singles promotionnels
| Chanson                                      | Année | Album   |
| -------------------------------------------- | ----- | ------- |
| « Nós Dois Depoi » (com Dilsinho)            | 2023  | Cyclone |
| «Não Sou de Falar de Amor » (com João Gomes) | 2023  | Cyclone |
| Beija Eu (com Nairo)                         | 2023  | Cyclone |
| "Magia Amarela " (com Duda Beat)             | 2023  |         |

## Filmographie
| Année | Titre                     | Fonction              | Remarques                               | Ref.   |
| ----- | ------------------------- | --------------------- | --------------------------------------- | ------ |
| 2021  | Big Brother Brésil        | Participant (Gagnant) | Saison 21                               | [ 80 ] |
| 2021  | Você Nunca Esteve Sozinha | Elle-même             |                                         | [ 81 ] |
| 2021  | TVZ                       | Présentateur          |                                         | [ 82 ] |
| 2023  | Saia Justa Verão          | Présentateur          |                                         | [ 83 ] |
| 2023  | Caravana das Drags        | Juge invité           | Épisode : « Caricatures à Recife »      | [ 84 ] |
| 2023  | Viajando com os Gil       | Elle-même             | Épisode : « De l'antimatière au forró » | [ 85 ] |
| 2025  | BBB: O Documentário       | Elle-même             |                                         | [ 86 ] |

### Cinéma
| Année | Titre                     | Fonction | Remarques | Ref.   |
| ----- | ------------------------- | -------- | --------- | ------ |
| 2023  | Feliz Ano Novo... De Novo | Se       | Invité    | [ 87 ] |

## Tournées

### Officiels
- Tournée du Caminho (2022-2023)
- Tournée des Ciclone(2023)

### Promotionnel
- Saint-Jean (2024)